# Konstruktvalidität
Konstruktvalidität (engl. construct validity) bezeichnet in der multivariaten Statistik einen Teilaspekt der Validität und liegt vor, wenn die Messung eines Konstrukts weder durch systematische Fehler noch durch andere Konstrukte verfälscht ist. Es geht gewissermaßen um die Fragestellung, ob sich die zur Messung des Konstrukts gewählten Indikatoren auf eine Weise verhalten, welche erlaubt, sie gemeinsam als ein „intellektuelles Ganzes“ aufzufassen.

## Ziel
Die Konstruktvalidierung verfolgt das Ziel, einen Test psychologisch zu analysieren und steht damit im Gegensatz zur kriterienbezogenen Validität. Der Schwerpunkt der Konstruktvalidität liegt in der theoretischen Klärung, was ein Test misst. Beispielsweise erfasst ein Intelligenztest oder ein Fähigkeitstest angenommene Eigenschaften bzw. Konstrukte.
Hierbei handelt es sich um eine abgeleitete und nicht unmittelbar operational fassbare komplexe Einheit. Aufgrund der fehlenden operationalen Fassbarkeit ist die Konstruktvalidierung mit erheblichen Schwierigkeiten und großem technisch-ökonomischen Aufwand verbunden. Dabei stehen Theorie und Empirie in einem Interaktionsverhältnis zueinander.
Auch der Test und das Konstrukt stehen in einer Interaktion zueinander, so dass der Test das Konstrukt verändern und das Konstrukt die Struktur des Tests beeinflussen kann.
Konstruktvalidität ist daher in wesentlich höherem Maße als kriterienbezogene und logische Validität in der persönlichkeitspsychologischen Grundlagenforschung verankert.

## Geschichte
Die Konzepte der Konvergenz- und Diskriminanzvalidität als Teilaspekte von Konstruktvalidität wurden von Campbell und Fiske (1959) eingeführt. Seither wurden weitere Teilaspekte der Konstruktvalidität vorgeschlagen.

## Feststellung
Konstruktvalidität ist gegeben, wenn Inhaltsvalidität, Konvergenzvalidität, Diskriminanzvalidität und nomologische Validität festgestellt werden können und eine Methodenverzerrung (common-method bias) ausgeschlossen werden kann. Während Inhaltsvalidität die Lücke zwischen einem gedanklich-theoretischen Konstrukt und dessen Messung durch eine aus Indikatoren bestehende Skala schließt, werden Konvergenz- und Diskriminanzvalidität häufig über objektive, statistisch messbare Kennzahlen ermittelt. Inhalts-, Konvergenz- und Diskriminanzvalidität lassen sich aber auch unter Zuhilfenahme von Juroren verbessern. Ein derartiges subjektives Verfahren, bei dem Juroren auf Karteikarten vermerkte Indikatoren einerseits in selbst zu wählende und zu selbst zu benennende Kategorien (mithin zu Konstrukten) und andererseits in vorgegebene Kategorien zuordnen sollen, ist zur Verbesserung von Konstruktvalidität von Moore und Benbasat vorgestellt worden.

## Kritik
Die bloße Betrachtung von Konvergenz- und Diskriminanzvalidität zur Feststellung von Konstruktvalidität wird vor allem durch John R. Rossiter kritisiert, indem er anführt, dass die Konstruktvalidität unabhängig von anderen Konstrukten erzielt werden müsse. Er betont die Bedeutung der Inhaltsvalidität und setzt sie sogar mit Konstruktvalidität gleich. So können Maßnahmen zur Verbesserung von Diskriminanz- und Konvergenzvalidität dazu führen, dass Indikatoren entfernt werden und sich die statistisch messbaren Eigenschaften der Messmodelle dadurch verbessern, sich die Messmodelle gleichzeitig aber vom semantischen Inhalt ihrer Konstrukte entfernen. Die Indikatoren kreisen ein Konstrukt gewissermaßen ein und die einseitige Entfernung von Indikatoren zur Verbesserung statistischer Kennzahlen entfernen das Konstrukt womöglich von der Messung. John G. Wacker (2004) unterstreicht die Bedeutung formaler konzeptioneller Definitionen als wichtigsten Schritt, bevor irgendein traditioneller statistischer Validitätstest durchgeführt wird. Er beschreibt derartige Definitionen als notwendige Bedingung für Konstruktvalidität, während statistische Tests hinreichende Bedingungen seien. Insgesamt lässt sich feststellen, dass in der Vergangenheit Maßnahmen zur Definition eines Konstrukts und insbesondere zur Verbesserung der Inhaltsvalidität häufig nicht die notwendige Beachtung geschenkt wurde, während zur Verbesserung rein objektiver statistischer Gütekriterien wie Cronbachs Alpha oder der Modellgüte eines Strukturgleichungsmodells oftmals auf Kosten der Konstruktvalidität vorschnell Indikatoren gelöscht wurden.